# Cheiraster antarcticus
Cheiraster antarcticus är en sjöstjärneart som först beskrevs av Jean Baptiste François René Koehler 1907.  Cheiraster antarcticus ingår i släktet Cheiraster och familjen nålsjöstjärnor. Inga underarter finns listade i Catalogue of Life.